# Ounda Komaytou
‘Ounḏa Kômaytou, al-Dschanubiyya (arabisch الجزيرة الجنوبية (‘اوندا كوماتيو), Rhounda Komaytou,`Ounda Komaytou, Île du Sud, dt.: Südinsel) ist eine unbewohnte Insel der zu Dschibuti gehörenden Inselgruppe der Sawabi-Inseln in der Meerenge Bab al-Mandab zwischen Rotem Meer und Indischem Ozean.

## Geographie
Die Insel liegt etwa 14 km vor der Küste der Region Obock. Sie ist die süd-östlichste der Inselgruppe und erreicht eine Höhe von 47 Metern (geonames: 19 m) über dem Meer. Sie ist von Riffen umgeben.